# 上原しん
上原 しん（うえはら しん、1827年〈文政10年〉- 1855年4月18日〈安政2年3月2日〉）は、江戸時代後期（幕末）の日本の女性。儒学者・上原立斎の娘で、同じく儒学者で小浜藩士の梅田雲浜の最初の妻。
近江国高島郡（現・滋賀県高島市）出身。本姓は上原、名は信子ともいう。

## 来歴
18歳の時に梅田雲浜と結婚。これは父の立斎が雲浜の人物を見込んで嫁がせたものであった。
結婚後は夫の尊皇攘夷活動を支える。しかし、赤貧の中で2児を残して安政2年3月2日病死した。数え年29歳没。
雲浜はその貧困のありさまを詩で「妻は病床に臥し,児は飢えに泣く」と詠んだ。しんは「樵りおきし軒のつま木も焚きはてゝ拾ふ木の葉のつもる間ぞなき」という歌を残している。